# Squadron Normandie-Niemen

Insigne van het squadron.

Het Squadron Normandie-Niemen (Frans: Escadron de Chasse 2/30 Normandie-Niémen) is een squadron van de Franse luchtmacht. Sinds 2009 is het uitgerust met Mirage F1CT gevechtsvliegtuigen en gestationeerd op de Colmar-Meyenheim luchtmachtbasis (BA 132).

## Geschiedenis

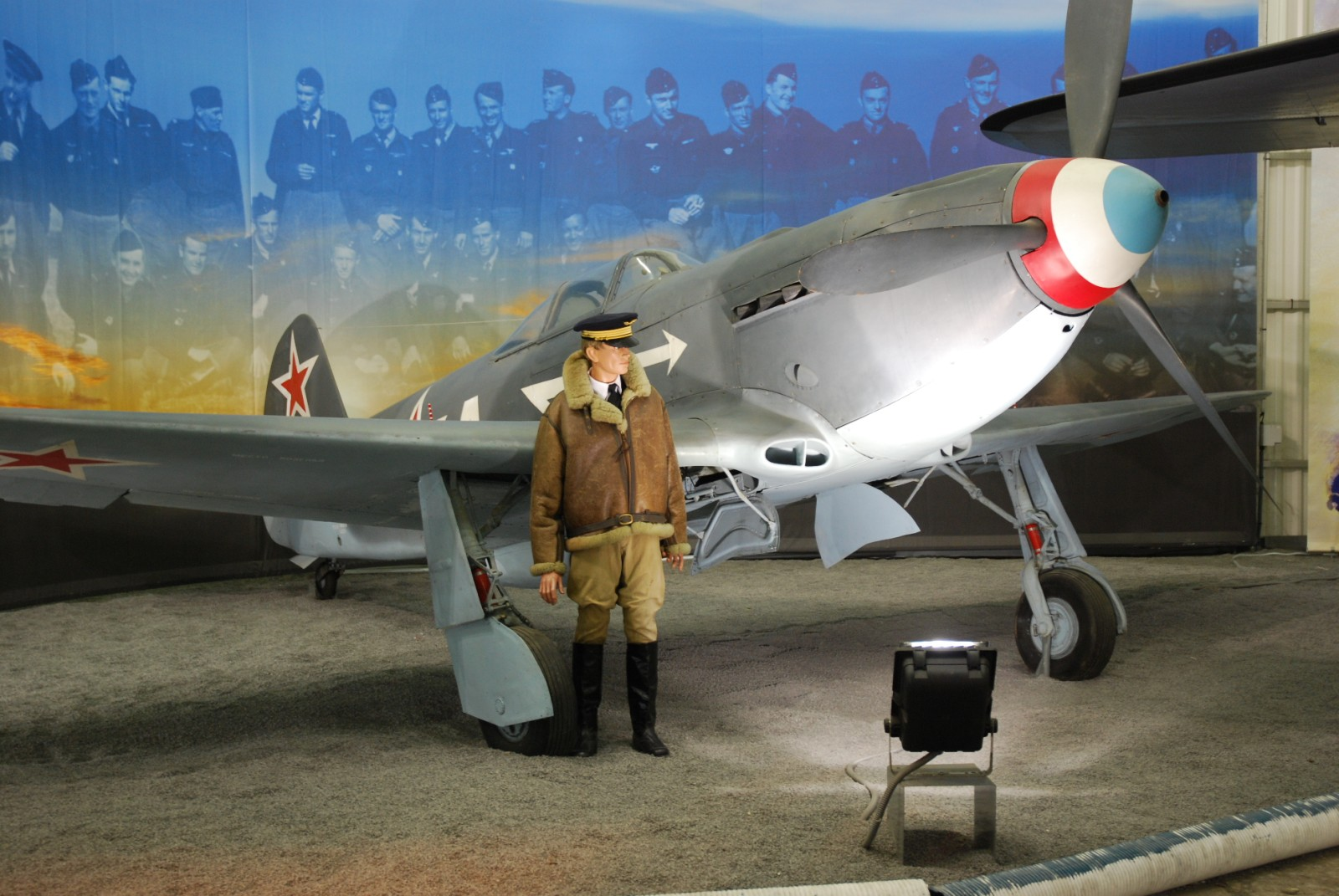
Een Sovjetvliegtuig van het type Yak 3 met de Franse tricolore en de rode Sovjet-ster.

Het eskader werd als Groupe de Chasse Normandie, later het 3e Régiment de Chasse Normandie-Niémen - (Russisch: Нормандия-Неман) opgericht en aan het Russisch-Duitse front ingezet. Daar was het deel van het Sovjet Eerste Luchtleger. Het was een van de drie luchtmachteenheden uit het Westen die aan Russische zijde vochten. Dit was de suggestie van Generaal Charles de Gaulle, leider van de Vrije Fransen, die het belangrijk vond dat zijn eenheden aan alle fronten meevochten. 
Tussen 22 maart 1943 en 9 mei 1945 schoten deze Vrije Franse piloten 273 vijandelijke vliegtuigen neer. De eenheid en de piloten ontvingen diverse eerbewijzen en onderscheidingen, waaronder het Franse Legioen van Eer en de Sovjet Orde van de Rode Vlag. De Franse regering stelde een gesp met de tekst "URSS" in voor deelname aan het Franse squadron gevechtsvliegtuigen (het Squadron Normandie-Niemen) in Rusland tussen 28 november 1942 en 8 mei 1945. Deze gesp werd op het lint van de Herinneringsmedaille aan de Oorlog 1939-1945 gedragen.
De Sovjetleider Jozef Stalin gaf de eenheid toestemming om de Franse naam van de rivier de Memel, Niemen, aan de squadronsnaam toe te voegen. De Franse piloten hadden hier gevochten.